# Поездка в Никласхаузен
«Поездка в Никласхаузен» (нем. Die Niklashauser Fart) — телевизионный фильм режиссёров Райнера Вернера Фасбиндера и Михаэля Фенглера, снятый  в 1970 году.

## Сюжет
Группа революционеров решает всячески приближать наступление революции, используя средства агитации, пропаганды и театральных эффектов. Они встречают пастуха по имени Ханс Бём, который утверждает, что общается с самой Богородицей, и начинают использовать его влияние, подбрасывая тому те или иные революционные идеи. Однако революционность в религиозной оболочке работает не совсем так, как ожидалось. Через какое-то время власти арестовывают Ханса и отправляют на костёр. Революционеры обращают внимание на другие средства — насильственные...

## Особенности
Картина содержит множество открытых призывов к социальной революции и мировой гражданской войне, что выделяет её в ряду произведений автора самым громким и резким политическим высказыванием. Фильм насыщен анахронизмами, в которых средневековье сменяется современностью и наоборот, а также аллюзиями на исторических персонажей – Ханс Бём был реальным средневековым пастухом, музыкантом и проповедником, поднявшим бунт против властей.
В фильме показан фрагмент живого выступления-импровизации культовой немецкой краут-рок-группы из Мюнхена Amon Düül II.

## В ролях
- Михаэль Кёниг — Ханс Бём
- Ханна Шигулла — Йоханна
- Маргит Карстенсен — Магарета
- Майкл Гордон — Антонио
- Гюнтер Кауфман — лидер фермеров
- Курт Рааб — епископ
- Франц Марон — муж Магареты
- Вальтер Зедльмайр — священник
- Карл Шайдт — житель Никласхаузена
- Райнер Вернер Фасбиндер — чёрный монах